# آني تأخذ سلاحك (فلم)
آني تأخذ سلاحك (بالإنجليزية: Annie Get Your Gun) هو فيلم موسيقي تم إنتاجه في الولايات المتحدة وصدر في سنة 1950.

## ترشيحات وجوائز
| السنة | الحدث | الفئة                      | النتيجة |
| ----- | ----- | -------------------------- | ------- |
|       |       | أوسكار أحسن موسيقى تصويرية | فوز     |

## الميزانية والإيرادات
بلغت تكلفة إنتاج الفيلم حوالي 3.77 مليون دولار بينما حقق أرباحا تقدر بـ 8,000,000 دولار.

## وصلات خارجية
- آني تأخذ سلاحك على موقع IMDb (الإنجليزية)
- آني تأخذ سلاحك على موقع ميتاكريتيك (الإنجليزية)
- آني تأخذ سلاحك على موقع الموسوعة البريطانية (الإنجليزية)
- آني تأخذ سلاحك على موقع روتن توميتوز (الإنجليزية)
- آني تأخذ سلاحك على موقع نتفليكس (الإنجليزية)
- آني تأخذ سلاحك على موقع ألو سيني (الفرنسية)
- آني تأخذ سلاحك على موقع Turner Classic Movies (الإنجليزية)
- آني تأخذ سلاحك على موقع أول موفي (الإنجليزية)
- آني تأخذ سلاحك على موقع فيلمافينيتي (الإسبانية)
- آني تأخذ سلاحك على موقع قاعدة بيانات الأفلام السويدية (السويدية)